# Topaluşağı, Sivrice
Topaluşağı là một xã thuộc huyện Sivrice, tỉnh Elâzığ, Thổ Nhĩ Kỳ. Dân số thời điểm năm 2011 là 100 người.